# Krings (Unternehmen)
Die Krings Fruchtsaft GmbH ist ein deutscher Fruchtsaftgetränkehersteller mit Sitz in Mönchengladbach. Das Unternehmen gehört seit 2000 der niederländischen Refresco-Gruppe. Der Betrieb produziert hauptsächlich Eigen- und Handelsmarken. 

## Geschichte
Im Jahre 1856 errichtet der landwirtschaftlich orientierte Jakob Peter Krings eine Krautpressanlage in Herrath am Niederrhein. Nach ihm übernahmen seine Söhne Wilhelm und Werner Krings das Unternehmen. 1954 kam es zur ersten saisonalen Lohnmosterei und Abfüllung des Unternehmens und 1963 zum Aufbau der ersten automatischen Fülllinie. 1965 wurde die Marketing-Kooperation Arbeitskreis Westfrucht mitbegründet. Zwei Jahre später kam es zur Mitbegründung der DEFRUC. (Deutsche Fruchtsaft Kooperation). 1973 wurde dann die Junita-Kooperation gegründet. Im selben Jahr, als viele Handelszentralen zusammenkamen, konzentrierte man sich hauptsächlich auf Absatzerfolge in Nordrhein-Westfalen, Belgien, den Niederlanden und Luxemburg. Im Jahre 2000 gliederte sich Krings in die Refresco-Gruppe aus den Niederlanden ein, die auch in anderen europäischen Standorten existiert. Insgesamt sind es 18. Im Jahre 2001 legte Wilhelm Krings sein Amt als Geschäftsführer nieder.

## Belege
1. ↑  Krings – In Zahlen (Memento vom 24. September 2008 im Internet Archive)
2. ↑  Bundesanzeiger: „Die Anteile an unserer Gesellschaft werden zum 31. Dezember 2012 vollständig von der Refresco Deutschland Holding GmbH Mönchengladbach, gehalten.“ Abgerufen am 26. Mai 2021.